# Lợn Essex

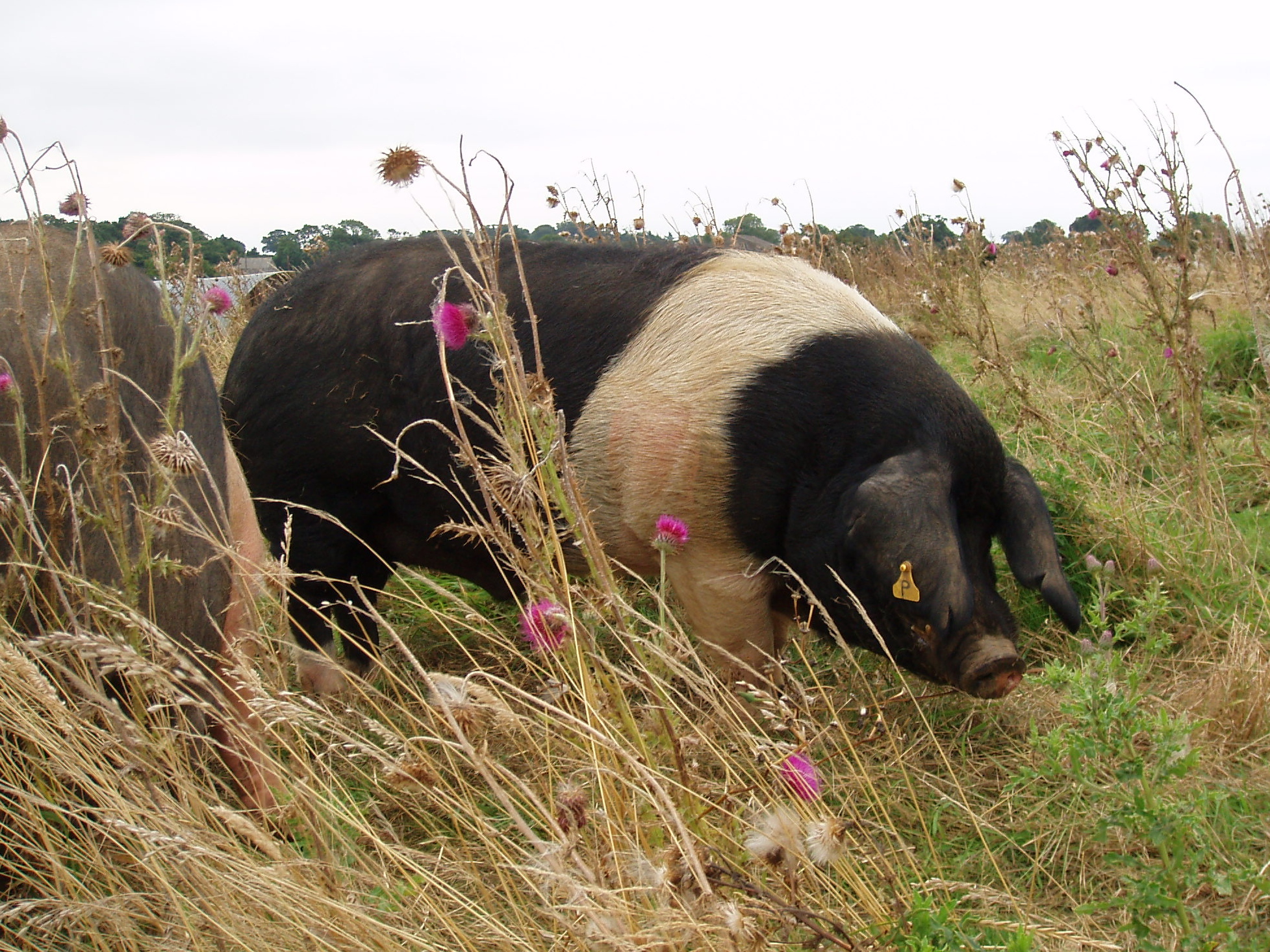
Lợn Essex

Lợn Essex là một giống lợn có nguồn gốc từ nước Anh. Những con lợn Essex theo kiểu truyền thống là một con lợn cỡ nhỏ với đôi tai cụp và một màu nền đất đen tổng thể có xen vào với một dải rộng tấm trắng trên vai.

## Lịch sử

### Ban đầu
Giống như các giống lợn khác của Anh, tổ tiên của lợn Essex có thể có nguồn gốc từ đàn giống từ các giống lợn rừng địa phương được chọn giống. Trước đây, nó là một con lợn đen trắng "thô", từ "thô" đã được ghi nhận là dễ nuôi và giá rẻ để nuôi, những phẩm chất đảm bảo sự phổ biến của nó với các nông hộ nhỏ. Lợn Essex cổ xưa, như nó đã được biết đến, đã được cố tình "cải tiến" vào giữa thế kỷ 19 bằng cách lai giống nó với lợn ngoại nhập.
Vào đầu thế kỷ XIX, khi đi du lịch ở Ý, ông Charles Western, Đệ nhất Nam tước miền Tây (1st Baron Western) đã đem theo những con lợn Neapolita để lai với những con nái Essex. Một trong những người thuê nhà của ông là Fisher Hobbs, lai tạo con lợn Neapolita-Essex kết hợp với những con nái "thô" của Essex và cho ra Improved Essex. Vào năm 1840, một con lợn và heo cải tiến của Essex, cả hai đều được Hobbs nuôi, mỗi người đều nhận giải nhất trong lớp của mình trong chương trình thứ hai của Hiệp hội Nông nghiệp Hoàng gia ở Cambridge.
Lợn Essex vẫn phổ biến ở địa phương cho đến gần những năm giữa thập kỷ 50, và thực tế đã tăng lên trong Thế chiến II và ngay sau đó, dựa trên danh tiếng về tính rắn rỏi và khả năng tự chăm nuôi mình, tực kiếm thức ăn bằng cách tìm kiếm. Vào năm 1954, 488 con lợn đực Essex (chiếm 2% tổng số đàn lợi giống của Anh) vẫn được cấp phép, và 3.716 con nái đã được đăng ký.

### Cải tiến
Vị trí của giống Essex đã thay đổi đáng kể sau khi công bố báo cáo năm 1955 của Ủy ban Cố vấn về Phát triển Sản xuất Lợn ở Vương quốc Anh do ông Harold Howitt chủ trì. Báo cáo được đưa ra sau khi chấm dứt khẩu phần trong thời chiến, đã bày tỏ mối quan tâm rằng các trang trại lợn ở Anh không được cạnh tranh với các nhà sản xuất heo và thịt lợn ở Châu Âu và Scandinavia, đặc biệt là ở Đan Mạch và xác định rằng nhiều giống địa phương vẫn được sử dụng trong Anh cản trở sự phát triển. Do đó, người chăn nuôi lợn nên tập trung vào ba giống: lợn xứ Welsh, lợn Landrace, và lợi Đại bạch, và kết quả là lợn Essex đã đi xuống.
Trong khi các cộng đồng giống của lợn Wessex (một giống khác có màu nền đất đen và đánh dấu vai trắng, mặc dù có nguồn gốc khác nhau) và lợn Essex đã được hợp nhất vào đầu năm 1918, sự kết thúc chính thức của lợn Essex đã xuất hiện vào năm 1967, sách đăng ký giống cũng được hợp nhất với ý định sáp nhập hai giống vào lợn lưng yên ngựa Anh (Saddleback). Mục đích này nhằm cải thiện đặc tính của giống, tạo ra sức sống lai, và ngăn ngừa việc lai chéo ở những đàn nhỏ còn lại. Trong nhiều năm, con heo Essex bị coi là đã tuyệt chủng vào năm 1967, mặc dù người ta cho rằng một vài cá thể thuần chủng có thể sống sót trong những trang trại nhỏ.
Nghiên cứu sau đó cho thấy một nông dân, John Croshaw, đã từ chối hợp nhất đàn lợn Essex của mình ("đàn Glascote"), giữ dòng huyết mạch Essex thuần chủng mặc dù chính thức đăng ký là lợn lưng yên ngựa Anh (Saddleback). Croshaw đã cẩn thận quản lý đàn giống của mình để tránh cận huyết. Hiệp hội chăn nuôi lợn Essex được thành lập vào năm 1997, và kể từ đó, Jimmy Doherty và Michaela Furney của Trang trại Jimmy đã có những nỗ lực hơn nữa để công bố và thiết lập lại giống lợn này.